# صفیه فیروزی
صفیه فیروزی خلبان اهل افغانستان است. او بعد از نیلوفر رحمانی، دومین خلبان زن در ارتش افغانستان به‌شمار می‌آید. در شهریور ۱۴۰۰ خبرهایی مبنی بر کشته‌شدن او توسط طالبان منتشر شد، اما فیروزی اعلام کرد که از افغانستان خارج شده و سالم است.

## زندگی
در سال‌های دههٔ ۱۹۹۰، هنگامی که جنگ داخلی در افغانستان جریان داشت، خانوادهٔ صفیه فیروزی به پاکستان مهاجرت کردند و بعد از آنکه طالبان سقوط کرد، به افغانستان برگشتند.
فیروزی بعد از فارغ‌التحصیلی از مکتب عالی، به تحصیل در آکادمی نظامی پرداخت و افسر مخابره شد. بعد از اعلام درخواست نیروی هوایی برای به‌کارگیری خلبان زن، فیروزی و ۱۲ زن دیگر داوطلب شدند و فیروزی تنها کسی بود که در امتحان موفق شد و دوره کارآموزی را شروع کرد. او در دورهٔ کارآموزی با محمدجواد نجفی آشنا شد که او هم خلبان است و این آشنایی به ازدواج منجر شد. آنها دختری به‌نام «نرگس» دارند.